# Liste der Monuments historiques in Sainte-Euphémie
Die Liste der Monuments historiques in Sainte-Euphémie (Ain) führt die Monuments historiques in der französischen Gemeinde Sainte-Euphémie auf.

## Liste der Bauwerke
| Bezeichnung         | Beschreibung                                      | Standort                | Kennzeichnung | Schutzstatus | Datum | Bild           |
| ------------------- | ------------------------------------------------- | ----------------------- | ------------- | ------------ | ----- | -------------- |
| Kirche Ste-Euphémie | Erbaut in der zweiten Hälfte des 19. Jahrhunderts | Rue de la Mairie (Lage) | PA01000034    | Inscrit      | 2012  | weitere Bilder |

## Liste der Objekte
- Monuments historiques (Objekte) in Sainte-Euphémie (Ain) in der Base Palissy des französischen Kultusministeriums